# Chira Apostol

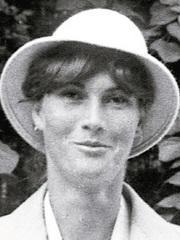
Chira Apostol in den 1980er-Jahren

Chira Irina Apostol, nach Heirat Chira Stoian oder Chira Stoean (* 1. Juni 1960 in Alexeni, Kreis Ialomița) ist eine ehemalige rumänische Ruderin.
Die 1,80 m große Ruderin trat erstmals 1983 international in Erscheinung. Bei den Weltmeisterschaften 1983 gewann der rumänische Vierer ohne Steuerfrau mit Florica Lavric, Maria Fricioiu, Chira Apostol, Olga Homeghi und Steuerfrau Viorica Ioja die Silbermedaille hinter dem Boot aus der DDR. Die Boote aus der DDR starteten wie alle  Sportler aus dem Ostblock wegen des Olympiaboykotts nicht bei den Olympischen Spielen 1984, einzig die rumänische Mannschaft trat in Los Angeles an. Der Vierer in der Aufstellung von 1983 gewann die olympische Goldmedaille vor den Kanadierinnen. Auch bei den Weltmeisterschaften 1985 ruderte der rumänische Vierer in der gleichen Besetzung, hinter der DDR und vor den Kanadierinnen gewann das Boot die Silbermedaille bei den Weltmeisterschaften 1985. Nach einigen Umbesetzungen gewannen die Rumäninnen bei den Weltmeisterschaften 1986 mit Doina Bălan, Marioara Trașcă, Chira Apostol, Lucia Sauca und Viorica Ioja den Titel vor der DDR und Kanada.